# Бородовский, Леонид Иванович
Леонид Иванович Бородовский (1870—25 апреля (8 мая) 1906, Санкт-Петербург) — российский писатель, картограф и путешественник.

## Биография
Леонид Иванович Бородовский родился в 1870 году. Получил военное образование, служил офицером во Владивостоке в вооружённых силах Российской империи.
В 1889 году совершил путешествие по Уссурийскому краю, юго-восточной Монголии, Китаю, Корее, Японии и по Восточному Туркестану.
Главные труды его: «Материалы по Хинганской экспедиции» (Владивосток, 1890), «По восточным окраинам Азии», «Путь из Оша в Кашгар».
Перейдя на службу по министерству финансов в Санкт-Петербурге, Леонид Иванович Бородовский занялся картографией Дальнего Востока. Размещал свои труды в «Новом Времени», «Московских Ведомостях», «Слове» и Энциклопедическом словаре Брокгауза и Ефрона, по вопросам Дальнего Востока, Сибири и Туркестана.
Леонид Иванович Бородовский скончался в 1906 году в городе Санкт-Петербурге.